# Colégio Gomes
Colégio Gomes foi uma escola brasileira que funcionou em Porto Alegre na segunda metade do século XIX.
Fundada por Fernando Ferreira Gomes, primo dos também educadores Apolinário José Gomes Porto-Alegre e Apeles José Gomes Porto-Alegre. Foi a escola mais conceituada de seu tempo, tendo passado por seus bancos escolares praticamente toda a elite política do Rio Grande do Sul, que se destacaria no final do século XIX e início do século XX.
Em 1876 era a maior escola da cidade, com 176 alunos.

## Alunos famosos
- Antero Ferreira d'Ávila
- Bibiano Sérgio Macedo Costallat
- Borges de Medeiros
- Ernesto Alves de Oliveira
- Joaquim Francisco de Assis Brasil
- Júlio Prates de Castilhos
- José Gomes Pinheiro Machado
- Múcio Scevola Lopes Teixeira
- Plínio de Castro Casado
- Rodrigo de Azambuja Vilanova